# Nancy Metcalf
Nancy Metcalf (12 listopada 1978 roku w Sioux Center) – amerykańska siatkarka, grająca na pozycji atakującej. W kadrze narodowej zadebiutowała w 2000 roku. Wraz z reprezentacją w 2002 roku zdobyła srebrny medal na Mistrzostwach Świata. Dobrowolnie zrezygnowała z przygotowań do Igrzysk Olimpijskich 2008 w Pekinie i walki o miejsce w amerykańskiej reprezentacji na te igrzyska z powodu przewlekłych problemów zdrowotnych (z kolanem i barkiem). W sezonie 2008/2009 wróciła do reprezentacji USA i latem grała w rozgrywkach World Grand Prix. Po sezonie 2013/2014 zakończyła karierę siatkarską.

## Przebieg kariery
| Lata                 | Klub                    |
| -------------------- | ----------------------- |
| 1997–2001            | University of Nebraska  |
| 2002–2003            | Indias de Mayagüez      |
| 2003–2004            | Despar Sirio Perugia    |
| 2004                 | Indias de Mayagüez      |
| 2005 (do 28.12.2005) | Original Marines Arzano |
| 2006 (od 04.01.2006) | Eczacıbaşı Stambuł      |
| 2006–2007            | Gruppo Murcia 2002      |
| 2007–2009            | Eczacıbaşı Stambuł      |
| 2009–2010            | Usiminas/Minas          |
| 2010                 | Criollas de Caguas      |
| 2010–2012            | Lokomotiv Baku          |
| 2012–2013            | İqtisadçı Baku          |
| 2013–2014            | Ageo Medics             |

## Sukcesy klubowe
Mistrzostwa NCAA:
- 2001
- 1999

Liga Mistrzyń:
- 2004

Liga turecka:
- 2006, 2008
- 2009

Superpuchar Hiszpanii:
- 2006

Puchar Królowej Hiszpanii:
- 2007

Puchar Top Teams:
- 2007

Liga hiszpańska:
- 2007

Puchar Turcji:
- 2009

Puchar Challenge:
- 2012
- 2011

Liga azerska:
- 2012, 2013

## Sukcesy reprezentacyjne
Mistrzostwa Świata:
- 2002

Puchar Panamerykański:
- 2003, 2012
- 2004
- 2010, 2011

World Grand Prix:
- 2010, 2011, 2012
- 2003, 2004

Igrzyska Panamerykańskie:
- 2003
- 2007

Mistrzostwa Ameryki Północnej, Środkowej i Karaibów:
- 2003, 2005, 2011

Puchar Świata:
- 2011
- 2003

Volley Masters Montreux:
- 2004

Puchar Wielkich Mistrzyń:
- 2005

## Nagrody indywidualne
- 2005: Najlepsza punktująca Pucharu Panamerykańskiego
- 2005: MVP Mistrzostwa Ameryki Północnej, Środkowej i Karaibów
- 2009: Najlepsza atakująca Mistrzostwa Ameryki Północnej, Środkowej i Karaibów
- 2012: MVP Pucharu Challenge